# طب قائم على المعالجة بالتصحيح الجزيئي
الطب القائم على المعالجة بالتصحيح الجُزيئي، أو ما يسمّى بالتصحيح النفسي بالفيتامينات، هو أحد أشكال الطب البديل، الذي يهدف إلى الحفاظ على صحّة الإنسان من خلال استخدام المتمّمات الغذائية، ويعتمد على فكرة وجود بيئة تغذوّية مثالية في الجسم السليم، وحدوث الأمراض مرتبط باختلال توازن بيئة الجسم الداخلية، وبالتالي تقوم المعالجة على الاختبارات الكيميائية الحيوية للفرد، وتعويض النقص من المعادن والفيتامينات والأحماض الأمينية والعناصر الزهيدة والأحماض الدهنية. الطب القائم على المعالجة بالتصحيح الجُزيئي هو فكرة غير مدعومة بدليل طبّي صحيح، والمعالجة ليست فعّالة، واعتباره أحد أفرع الطب هو موضع شكّ وتساؤل منذ القرن السابع عشر.
يُشار في بعض الأحيان إلى الطب القائم على المعالجة بالتصحيح الجُزيئي باسم «المعالجة بجرعات ضخمة من الفيتامينات»، لأنّ ممارسوه استخدموا سابقًا -وما زال البعض حتى الآن يستخدم- جرعات عالية جدًا من الفيتامينات والمعادن، أعلى بعدة مرات من المدخول الغذائي المُوصَى به. وتُدمَج فيه مجموعة متنوعة من أساليب العلاج الأخرى، بما في ذلك التقييد الغذائي، وجرعات كبيرة من العناصر الغذائية غير الفيتامينية والعقاقير الصيدلانية. يجادل مؤيدو هذا المفهوم بأن المستويات غير المثالية لبعض المواد يمكن أن تسبب مشاكل صحية تتجاوز مجرد نقص الفيتامينات، ويرون أن موازنة هذه المواد جزءٌ لا يتجزأ من الصحة.
طَرح الكيميائي الأمريكي لينوس بولينغ مصطلح «سواء التركيز الجزيئي» في الستينينات، يعني المصطلح الحصول على الجزيئات الصحيحة بالكميات الصحيحة. يرى المؤيّدون أن العلاج يجب أن يعتمد على الاختبارات الكيميائية الحيوية لكل مريض، وعلاجه تبعًا للنتيجة.
يؤكّد المجتمع العلمي والطبي أن الادّعاءات الواسعة حول الفعالية المقدَّمة من هذا النوع من العلاجات لم يتم اختبارها بشكل كافٍ كعلاجات دوائية. ووُصفت كشكل من أشكال التدجيل والخداع الغذائي.  يجادل المؤيدون بوجود مصادر رئيسية نشرت أبحاثًا تدعم فوائد المتمّمات الغذائية، وباستخدام الطب التقليدي الفيتامينات كعلاج لبعض الأمراض.
ترتبط الجرعات الكبيرة من بعض الفيتامينات بزيادة خطر الإصابة بأمراض القلب والأوعية الدموية والسرطان والموت.  يوجد إجماع علمي على أنّ النظام الغذائي المتوازن يحتوي على جميع الفيتامينات، وأن المُتمّمات الغذائية ليست ضرورية إلا في حالات عوز الفيتامينات المُشخَّصة.

## الطب النفسي المقوِّم للجزيئات
يعتقد أبرام هوفر أن تناول بعض العناصر الغذائية يمكن أن يعالج المرض الذهني. وحاول في الخمسينيات من القرن الماضي علاج مرض الفُصام باستخدام النياسين، على الرغم من أنّ أنصار الطب النفسي المقوِّم للجزيئات يقولون إن هذه الأفكار كانت قبل هوفر. وفقًا للأخير وآخرون ممّن أطلقوا على أنفسهم اسم«الأطباء النفسيين الجزيئيين»، فإن المتلازمات النفسية تنتج عن عوز كيميائي حيوي، أو حساسية، أو سمية، أو عدة حالات افتراضية أطلقوا عليها اسم البايرولوريا، والهيستيديليا، والهيستابينيا، ويزعمون أن اكتشاف هذه الأسباب المزعومة، يكون من خلال اختبار كيميائي حيوي لكل فرد، وتُعالج بجرعات كبيرة من الفيتامينات، وتعديل في النظام الغذائي مثل الصيام. طبعًا هذه التشخيصات والعلاجات غير مقبولة من الطب المبني على الأدلة.

### مبادئ
وفقا لأبرام هوفر، فإن الشعوب البدائية التي لم تستهلك الأطعمة المصنّعة، لم تطوّر أمراضًا تنكسية. في المقابل، الأنظمة الغذائية الغربية غير كافية للحفاظ على الصحة على المدى الطويل، ما يستلزم استخدام متمّمات غذائية تحتوي جرعات ضخمة من الفيتامينات، والمعادن، والبروتينات، ومضادات الأكسدة، والأحماض الأمينية، والأحماض الدهنية أوميغا-3، والأحماض الدهنية أوميغا-6، والدهون الثلاثية متوسطة السلسلة، والبروتينات الشحميّة، والألياف الغذائية، والأحماض الدهنية قصيرة وطويلة السلسلة، والإنزيمات الهضمية والجهازية، وعوامل أخرى في الجهاز الهضمي، وطلائع هرمونية لدرءْ الشذوذات الاستقلابيّة الافتراضية في مرحلة مبكرة، قبل أن تسبب المرض.
يقول ممارسو الطب القائم على المعالجة بالتصحيح الجُزيئي إنهم يقدّمون وصفات لكميات مثالية من المغذيات ذات الكمية الزهيدة، على أساس تشخيص قائم على فحص الدم والتاريخ الشخصي لكل فرد. ويمكن أيضًا أن يُوصى بتغيير نمط الحياة أو النظام الغذائي. تتضمن مجموعة الاختبارات المطلوبة العديد من الاستقصاءات غير المفيدة طبيًّا.

### استخدام فيتامين «إي»
يزعم أنصار هذا المفهوم بأن الجرعات العالية من فيتامين «إي» لا تشكّل أي خطر على الصحة، بل مفيدة لعلاج والوقاية من العديد من الحالات المرضية، بما في ذلك أمراض القلب والدورة الدموية والسكري والتهاب الكلية. استندت فكرة فائدة فيتامين إي على الدراسات الوبائية التي تشير إلى أن الأشخاص الذين يتناولون كميّات أعلى من فيتامين إي لديهم مخاطر أقل للإصابة بأمراض مزمنة، مثل أمراض القلب التاجية. هذه الدراسات قائمة على الملاحظة، وليست قادرة على تمييز السبب الأكيد وراء هذه النتائج، إن كان زيادة فيتامين إي، أو أحد المتغيّرات المربكة (مثل المواد الغذائية الأخرى، أو التمرين)، للتمييز بين هذه الاحتمالات، أُجريت عدة تجارب سريرية معشاة، ولم يظهر التحليل التلوي لهذه التجارب السريرية الخاضعة للمراقبة أي فائدة واضحة من أي شكل من أشكال متمّمات فيتامين إي للوقاية من الأمراض المزمنة. يتمثل الموقف الحالي للمعاهد الأمريكية للصحة بعدم وجود دليل مقنع على أنّ متمّمات الفيتامين إي يمكن أن تمنع أو تعالج أي مرض.
إلى جانب عدم وجود فائدة واضحة، أفادت سلسلة من ثلاثة تحاليل تلوية أن متمّمات فيتامين إي مرتبطة بزيادة خطر الوفاة، كما وجدت أحد التحليلات الوصفية التي أجرتها مؤسسة كوكرين زيادة كبيرة في وفيات عند تناول الفيتامينات أ المضاد للأكسدة وبيتا كاروتين. لم يجد التحليل التلوي اللاحق أي فائدة من فيتامين إي، ولكن أيضًا لم تحدث زيادة في الوفيات، أي نفى التأثير السلبي والإيجابي معًا.

### استخدام الطب القائم على المعالجة بالتصحيح الجُزيئي لدى مرضى الإيدز
اقترحت عدة مقالات في الطب البديل أن المتمّمات الغذائية قد تكون مفيدة لمرضى فيروس نقص المناعة البشرية أو الإيدز. لم تجد دراسة استخدمت  250 ملغ و1000 ملغ من فيتامين سي إلى جانب مضادات أكسدة أخرى لعلاج المصابين بالإيدز أي فائدة منها.
وجد تحليل تلوي في عام  2010 أن المتمّمات التي تحتوي المغذيات زهيدة المقدار تقلّل من خطر الوفاة وتحسن النتائج عند النساء الحوامل المصابات بفيروس نقص المناعة البشرية في إفريقيا. لم تجد مراجعة لشركة كوكرين لعام 2017 أي دليل قوي يشير إلى أن متمّمات المغذيات زهيدة المقدار تمنع الموت، أو أنها فعالة في إبطاء تطور المرض للبالغين المصابين بفيروس نقص المناعة البشرية. لا شكّ أنّ النظام الغذائي الغذائي المتوازن والجيّد منصوح به عند الأشخاص المصابين بالإيدز. ما يعني أن المصابين الذين يمتلكون مستويات منخفضة من الغذّيات زهيدة المقدار، أو الذين لا يستطيعون تناول الكميّات المنصوح بها، لا بدّ من تعويض العوز لديهم.
تبيّن أن فيتامين إيه مفيد وآمن لدى الأطفال المصابين بفيروس نقص المناعة المكتسب، إذ يوجد نقص في الفيتامين لدى الأطفال المصابين بعدوى فيروس العوز المناعي المكتسب، سواء ظهرت أعراضه أو لم تظهر بعد، تقلّل المتمّمات الغذائية الحاوية على فيتامين إيه من معدلات المراضة والوفيات عند الأطفال المصابين بأعراض الإيدز، ولكنها لا تؤثّر على الأطفال الذين لم يطوّروا الأعراض بعد. بالتأكيد لا يمنع فيتامين إيه من الإصابة بفيروس نقص المناعة المكتسب، ولا يعالج الإصابة بفيروس نقص المناعة المكتسب المزمن، ولن يشفي الإيدز.